# Obubra
Obubra è una città della Nigeria appartenente allo stato di Cross River ed è capoluogo dell'omonima area a governo locale (local government area). Si estende su una superficie di 1.115 chilometri quadrati e conta una popolazione di 172.444 abitanti.